# Americus (Kansas)
Pour les articles homonymes, voir Americus.
Americus est une municipalité américaine située dans le comté de Lyon au Kansas.
Lors du recensement de 2010, sa population est de 894 habitants. Située dans la vallée de la Neosho, la municipalité s'étend sur 1,13 mille carré (2,93 km2), dont 0,01 mille carré (0,03 km2) d'étendues d'eau.
Americus est fondée en 1857. Elle est nommée d'après la ville d'Americus en Géorgie ou directement en l'honneur d'Amerigo Vespucci (en latin : Americus Vespucius).